# Франконска койпер-лиасова равнина
| Изглед |  | Разположение в Южна Германия |
| Изглед |  | Разположение в Южна Германия |

Франконската койпер-лиасова равнина (на немски: Fränkisches Keuper-Lias-Land) е хълмиста равнина в Южна Германия.
Тя е част от Швабско-Франконския басейн в Средноевропейските херцински планини. Граничи с Некарско-Тауберското и Майнско-Франконското плато на северозапад и с Франконския Алб на изток и юг, а на югозапад преминава в Швабската койпер-лиасова равнина.
Най-високата точка е възвишението Хеселберг с надморска височина 689 метра.